# EARTH VISION 地球環境映像祭
EARTH VISION 地球環境映像祭（あーすびじょんちきゅうかんきょうえいぞうさい）は国際映像祭。「地球環境」をテーマとする。

## 概要
1992年、アジアで初めての国際環境映像祭として始まり、以来アジア・オセアニアをはじめとする世界の優れた環境映像と制作者を紹介。東京・新宿での年1度の国際映像祭に加えて、ほぼ毎月、定期上映イベントであるEARTH VISION in 新宿御苑を開催する。